# Janusz Olech
Janusz Roman Olech (Varsovia, 4 de abril de 1965) es un deportista polaco que compitió en esgrima, especialista en la modalidad de sable.
Participó en tres Juegos Olímpicos de Verano entre los años 1988 y 1996, obteniendo una medalla de plata en Seúl 1988 en la prueba individual. Ganó una medalla de plata en el Campeonato Mundial de Esgrima de 1986.

## Palmarés internacional
| Juegos Olímpicos   | Juegos Olímpicos     | Juegos Olímpicos | Juegos Olímpicos  |
| Año                | Lugar                | Medalla          | Prueba            |
| ------------------ | -------------------- | ---------------- | ----------------- |
| 1988               | Seúl (Corea del Sur) | Medalla de plata | Sable individual  |
| Campeonato Mundial |                      |                  |                   |
| Año                | Lugar                | Medalla          | Prueba            |
| 1986               | Sofía (Bulgaria)     | Medalla de plata | Sable por equipos |